# Rosa Gil Bosque
Rosa Gil Bosque (Valencia, 13 de agosto de 1930), fue la primera catedrática de guitarra del Conservatorio de Valencia, Presidenta de la Sociedad Amigos de la Guitarra e Insigne de la Música Valenciana.

## Sus comienzos
A la edad de 33 años comienza sus estudios musicales en la Sociedad Coral “El Micalet”, Instituto Musical Giner, de Valencia.
Sus primeras clases de guitarra estuvieron a cargo del profesor titular Don Francisco Nácher Tatay,y Don Hermenegildo Ferrer, quienes desde entonces la tomó a su cargo. Posteriormente y aconsejada por el profesor Don José Jarque continúa sus estudios con la nueva profesora del centro, Doña Pepita Roca, discípula directa del gran maestro de Villarreal, Don Francisco Tárrega.
Doña Pepita Roca fue desde el año 1948 profesora de guitarra de la Sociedad Coral “El Micalet”. En el año 1955-1956, Pepita Roca es llamada por Manuel Palau a ocupar la plaza de profesora de guitarra en el Conservatorio de Valencia, pues el hasta entonces profesor, Don Rafael Balaguer deja la cátedra.
En agosto de 1956 se le diagnostica a Pepita Roca una grave enfermedad y se traslada a Barcelona para una intervención quirúrgica, dejando como sustituta de sus clases particulares de su casa a María Rosa Gil. Pepita Roca fallece en Barcelona el 24 de octubre de 1956 a los 59 años. Ante tan triste pérdida y profundo hueco dejado por Doña Pepita Roca en el Conservatorio de Valencia, Don Manuel Palau como director del mismo, se ve en la necesidad de encontrar una persona que la sustituya. Para ello piensa en la joven Rosita, a la que personal y reiteradamente ruega que acepte el puesto. Al mismo tiempo eleva a la superioridad del Ministerio de Educación y Ciencia la propuesta de crear una plaza de profesor interino de guitarra que en aquellos momentos era un nombramiento sin retribución y gratuito, hasta que se convocaran oposiciones de cátedra.

## Catedrática de guitarra
La cátedra de guitarra contaba en aquel momento con cinco alumnos. En el transcurso de sus años como docente en el Conservatorio, ese número irá creciendo progresivamente hasta alcanzar la cifra de setecientos alumnos matriculados en su asignatura.
María Rosa acepta complacida la petición de Don Manuel Palau y desde ese momento la docencia y la guitarra se convierten en el eje principal de su vida.
El mismo año en que comienzan sus clases, no cesa de protagonizar numerosos recitales de guitarra en todas las emisoras locales. Este es un momento en que hace falta despertar el interés por la guitarra y ella decide realizarlo volcándose al alumnado más que a su propia carrera de concertista, buscando perfeccionamiento de la técnica.
Manuel Palau solicita a María Rosa para que estrene en Valencia el concierto para guitarra: El soldado Tártaro. El estreno es en el Ateneo Mercantil de Valencia. Dirige la orquesta sinfónica Don Ramón Correll.
Recibe periódicamente, clases de los más prestigiosos guitarristas del momento, Narciso Yepes, Emilio Pujol en Siena (Italia), Regino Sainz de la Maza y Andrés Segovia.
En junio de 1965 gana la oposición y se convierte en la primera catedrática de guitarra del Conservatorio de Valencia.
Desde la fundación del Conservatorio Profesional de Valencia los profesores de guitarra fueron: Don Rafael Balaguer, Doña Pepita Roca y María Rosa Gil. Los tres fueron profesores interinos y gratuitos. María Rosa será la primera profesora de guitarra que tendrá una cátedra con dotación económica.
Siendo Francisco León Tello director del Conservatorio en el año 1969, busca un equipo directivo y nombra cajera-tesorera a María Rosa Gil. Desempeña este cargo durante trece años consecutivos hasta febrero de 1982 cuando, por motivos de salud, pide ser relevada en el cargo, petición que es admitida por el actual director.
Desde el año 1985 hasta el año 1990 ocupa el cargo de Subdirectora y Cajera-contador, siendo el director del Centro Don Vicente Ros.
En su aula del Conservatorio se han ido forjando a través de estos años numerosos concertistas, los cuales a su vez han desarrollado sus enseñanzas tanto a nivel nacional como internacional, desempeñando con eficacia sus conocimientos adquiridos. De todos ellos podríamos destacar a Miguel Barberá, Andrés Martí, Francisco Carbonell, José Pedro Ibáñez, Antonio Galindo, José Pechuán, Rafael Cabedo, Santiago Rebenaque, Manuel M. Abella, Enrique Perona, Antonio Sanchis, José L. Silvaje, Maria de los Ángeles Santamaria, Amparo Isabel Climent y un largo etc.

## Sociedad "Amigos de la Guitarra" de Valencia
Es miembro-fundador de esta sociedad guitarrística y desde el año 1963 forma parte de su Junta Directiva como “Delegada femenina”. Desde 1979 hasta el año 2002 es su Presidenta y desde entonces, Presidenta de Honor.

## Homenajes recibidos y nombramientos
- Con motivo de la conmemoración de los “25 años de labor docente”, la Sociedad “Amigos de la guitarra” de Valencia, ofreció un homenaje a María Rosa Gil, con un concierto extraordinario el día 9 de junio de 1983, en el Museo de Cerámica de Valencia. En dicho concierto intervinieron seis de sus alumnos.

- Con motivo de la Jubilación como catedrática de guitarra del Conservatorio Superior de Música “Joaquín Rodrigo” de Valencia, y bajo el Título: Una vida dedicada a la docencia, la sociedad Amigos de la Guitarra de Valencia ofreció un homenaje a María Rosa Gil, con un concierto a cargo de sus discípulos. El acto fue precedido por un discurso del director de centro, Don Eduardo Montesinos y tuvo lugar el día 9 de junio de 1996.

- Nombramiento de “Insigne de la Música Valenciana”, por la Asociación de Profesores Músicos de Santa Cecilia de Valencia, el 22 de noviembre de 2002.

- Nombramiento de Presidenta de Honor de la Asociación “Amigos de la Guitarra” de Valencia, en el Conservatorio, el día 14 de diciembre de 2002.

- Premio Trujamán de la Guitarra 2003, concedido a la Sociedad “Amigos de la Guitarra” de Valencia, y recibido por su Presidenta de Honor, como el verdadero artífice de sus cincuenta y tres años ininterrumpidos de vida de la sociedad, dedicada al desarrollo y actividad de la guitarra, celebrado el 21 de mayo de 2003, en el Palau de la Música de Valencia.